# Santa Maria della Sanità (Napulj)
Bazilika Santa Maria della Sanità je bazilika koja se nalazi iznad katakombi sv. Gaudija, na Piazzi blizu mjesta gdje se Via Sanità križa s Via Teresa degli Scalzi, u Rione Sanità, u Napulju, Italija. Crkva se također naziva San Vincenzo ili San Vincenzo della Sanità, zbog kulta ikone Sv. Vinka Fererskog, koja se lokalno naziva i O' Monacone (veliki redovnik).

## Povijest
Crkva je prvobitno bila pri dominikanskom samostanu osnovanom 1577. godine. Crkva je izgrađena u središnjem planu grčkog križa od 1602. do 1613. prema arhitektonskim nacrtima Giuseppea Nuvola.
Glavni oltar je povišen i pristupa mu se bočnim spiralnim stubištem u baroknom stilu, obloženim višebojnim mramorom. Ulaz u kriptu ili katakombe nalazi se ispod oltara, koji je bio uzdignut iznad mjesta izvorne kapele na tom mjestu. S lijeve strane lađe je uzdignuta polikromirana mramorna propovjedaonica koju je projektirao Dionisi Lazzari.
Kripta, nekoć mjesto paleokršćanske kapele, navodno je bila mjesto pokopa San Gaudiosa, biskupa Sjeverne Afrike. Kripta ima deset plitkih oltara nadvišenih freskama Bernardina Fere.
Unutrašnjost gornje crkve i kapele ukrašavaju slikari kao što su:
- Giovanni Balducci (Sveti Petar mučenik u desnoj 2. kapeli)
- Giovanni Bernardino Azzolini (Bogorodica od Ružarija i osuda albigenskih heretika u velikoj kapeli i Navještenje u 3. kapeli lijevo),
- Andrea Vaccaro (Vjenčanje svete Katarine u desnoj 4. kapeli i sveta Katarina Sijenska prima stigme u desnoj 5. kapeli)
- Girolamo de Magistro (Santa Lucia lijevo velika kapela)
- Giovanni Vincenzo Forli (Obrezanje u velikoj kapeli lijevo)
- Luca Giordano (San Nicola sa svecima Ambrozijem i Ludovicom Beltrandom dolje u prvoj kapeli s desne strane, Propovijed San Vicenza u desnoj 3. kapeli pored izvorne ikone iz 5. stoljeća; također naslikana Djevica sa svetom Rosom u lijevoj 2. kapeli i sveti Hijacint a cui porge una scritta "gaude fliimi hyacinte" . Također je naslikao svetog Pija V. s dominikanskim svecima )
- Pacecco de Rosa (Sv. Toma Akvinski)
- Gaspare Traversi (ovali u 3. kapeli lijevo)
- Agostino Beltrano i njegova žena Aniella de Rosa (San Raimondo da Pennafort u prvoj kapeli lijevo)
- Također djela Anne Marije Bove, Francesca Solimena, Giovannija Pisanija i Filippa Donzellija.[4]

Izvorna crkva bila je povezana sa štovanjem sv. Gaudija , biskupa Abitine u rimskoj provinciji Afrike, koji je umro u Napulju oko 451. godine nakon što ga je vandalski kralj Gajzerik pustio na more sa sjeverne afričke obale. U 16. stoljeću ovdje je otkrivena slika Gospe s Djetetom iz 6. stoljeća, što je dovelo do osnivanja ove crkve.
Mramorna propovjedaonica datira iz 1677. do 1705. godine. Orgulje, koje se sada ne koriste, datiraju iz ranog 18. stoljeća.

## Vanjske poveznice
|  | Zajednički poslužitelj ima još gradiva o temi Santa Maria della Sanità (Napulj) |